# Augusto Fraga
Augusto Fraga (Lisboa, 18 de setembre de 1910 - 6 de gener de 2000) va ser un director de cinema portuguès.

## Biografia
Durant els anys trenta, Fraga fou periodista, crític i il·lustrador cinematogràfic. També va ser director de la revista Cinéfilo entre 1938 i 1939 i va col·laborar en la creació de les revistes Imagem, Animatógrafo i Mundo Gráfico. (1940-1941) on hi va escriure l'article "Hollywood não faliu", n. 84 de 30 de març de 1944. En la dècada del 1940 fou redactor de O Século, fins que va tancar i en el suplement Êxito del Diário de Lisboa.
Fraga va ser un crític particularment hostil envers els intents de l'Alemanya nazi de fer propaganda cap a una Itàlia neutral durant la Segona Guerra Mundial. Això es va centrar especialment en l'edició de pel·lícules que s'havia fet d'una manera poc creïble, fins al punt que fins i tot un cineasta casual seria capaç d'identificar els canvis.
Entre 1948-1949 Fraga va fer curtmetratges a Espanya a més de ser guionista. Va traslladar aquestes professions a la ràdio als anys cinquanta. Les seves dues pel·lícules més reeixides són O Tarzan do 5º Esquerdo i Sangue Toureiro. A partir de 1976 va passar a escriure per a teatre de revista.

## Filmografia
- Traição Inverosímil (1970);[5]
- As Ilhas do Meio do Mundo (documental) (1966);
- A Voz do Sangue (1965);
- Vinte E Nove Irmãos (1964);
- ABC a Preto E Branco (documental/curta) (1964);
- Uma Hora de Amor (1962);
- Um Dia de Vida (1961);
- Angola (documental) (1961);
- Raça (1961);
- Terra Ardente (documental) (1960);
- Terra Mãe (documental) (1960);
- O Passarinho da Ribeira (1958);
- Prisões de Vidro (documental) (1958);
- O Tarzan do 5º Esquerdo (1958);
- Sangue Toureiro (1958);
- Paisagem Atlântica (documental) (1947);
- Fado do Emigrante (documental) (1940).